# Ethan Rom
Ethan Rom, nato da Horace Goodspeed, è un personaggio della serie televisiva Lost. È un membro degli Altri.
Il suo nome è l'anagramma di "Other Man", ovvero "Altro Uomo" in inglese, gioco di parole riferito al fatto che Ethan fu il primo membro degli Altri con cui i sopravvissuti vennero in contatto.

## Biografia

### Prima dello schianto
Ethan nasce nel 1977 sull'isola da Amy e Horace Goodspeed, due membri del Progetto DHARMA. Nel 1988 diventa uno degli Altri, e aiuta Ben nel rapimento di Alex, la figlia di Danielle Rousseau.
In uno dei salti temporali dell'isola, Ethan incontra John Locke il giorno in cui sull'isola precipita il piccolo aeroplano con Yemi e l'eroina dentro. Ethan gli spara ad una gamba ma, poco prima che venga ucciso, un altro salto temporale salva John. 
Nel presente, apparentemente, Ethan non sembra ricordarsi di questo episodio.
Tre anni prima dello schianto del volo 815, Ethan va col sottomarino dall'isola in Florida per reclutare Juliet Burke, con l'aiuto di Richard Alpert. 
Racconta a Jack che sua moglie è morta durante il parto, e che nemmeno il bambino è sopravvissuto.

### Dopo lo schianto
Quando, il 22 settembre 2004, l'aereo precipita sull'isola, Ben gli ordina di infiltrarsi tra i sopravvissuti della sezione centrale, fingersi uno di loro e stilare una lista dei passeggeri. Inizialmente Ethan si camuffa bene, riesce quasi a prelevare un campione di sangue a Claire Littleton e va a caccia con Locke.
Nell'episodio Un figlio, Hurley decide di effettuare un censimento dei sopravvissuti; Ethan dice di essere originario dell'Ontario (Canada), dove lavorava come chirurgo. Capendo subito di essersi ormai esposto troppo (Sawyer ha infatti per i propri traffici la lista ufficiale dei passeggeri), decide di fuggire dal campo, rapendo Charlie Pace e Claire, quest'ultima incinta, prelevata per fare delle ricerche scientifiche. Ethan scopre che Jack Shephard lo sta seguendo, allora lo aggredisce e minaccia di uccidere Claire e Charlie se il medico avesse continuato a seguirlo. Nonostante la minaccia, Jack deciderà di non desistere dall'inseguimento, ma nel tragitto troverà Charlie legato ad un albero in fin di vita, e si fermerà per rianimarlo. Ethan quindi conduce Claire al Caduceo, dove le fa alcune domande sulla sua gravidanza e le inietta un siero per drogarla. Cerca di persuaderla a donare il bambino agli Altri, descrivendo questi ultimi come una famiglia. Nel frattempo, Tom lo riprende per non aver portato a termine il compito di sottrarre la lista dei passeggeri. Claire riesce a scappare prima di venire sottoposta a un taglio cesareo da Ethan grazie all'aiuto di Alex; Ethan torna nella giungla per cercare di recuperarla, e si imbatte in Jin e Charlie, che aggredisce. Ethan dunque minaccia di uccidere una persona per ogni notte se Claire non ritornerà da lui. Messo al corrente, Jack cerca di mettere a punto un perimetro difensivo, ma la mattina seguente viene rinvenuto il cadavere di Scott Jackson, che si pensa sia stato assassinato da Ethan. Il giorno dopo, Claire si offre come esca per far uscire Ethan dalla giungla. Messo a punto un piano, Kate, Locke, Sayid, Jack e Sawyer riescono a catturarlo, ma Charlie lo uccide sparandogli quattro colpi prima che possa essere interrogato a dovere.

### Nella Los Angeles parallela
Nell'episodio della sesta stagione Quello che fa Kate, viene mostrato che Ethan è sopravvissuto all'esplosione dell'isola. Egli è un dottore, di nome Ethan Goodspeed, in un ospedale di Los Angeles, nel quale accoglie Claire incinta facendole un'ecografia e dicendole che Aaron (Claire ha deciso di chiamare il bambino come nel primo continuum temporale in cui l'infante era nato sull'isola) potrebbe nascere un po' in anticipo.